# طريق السعادة (فلم)
طريق السعادة هو فيلم مصري عرض عام 1953، بطولة كمال الشناوي وماجدة وفريد شوقي وزهرة العلا وشكري سرحان، ومن إخراج كامل الحفناوي.

## قصة الفيلم
يقع الموظف الصغير (علي) في مشاكل، بسبب طموح ابنته في الزواج من شخص ثري يعوضها عن الفقر الذي عاشت فيه، وعندما يجبرها الأب على الزواج من شاب فقير، تهرب ليلة الزفاف، ويلتقطها شاب غني يغرر بها، ثم يطردها من منزله، لتتصاعد الأحداث.

## طاقم التمثيل
- كمال الشناوي: (حسين)
- ماجدة: (علية)
- فريد شوقي: (سامي)
- زهرة العلا: (أمينة)
- شكري سرحان: (محمد)
- هند رستم: (هند)
- فردوس محمد: (والدة علية ومحمد)
- عبد الوارث عسر: (والد علية ومحمد)
- وداد حمدي: (نعيمة - الخادمة)
- عبد العليم خطاب: (وكيل النيابة)
- سناء سميح: (سميرة)
- عصام عبده: (علي)
- نادية الشناوي: (طفلة)
- أحمد درويش: (القاضي)
- عبد المنعم إسماعيل
- فيوليت صيداوي: (صاحبة المشغل)
- حياة بكر
- محمد صبيح
- محسن حسنين
- أحمد عامر: (رشاد)
- إبراهيم سامي
- عباس الدالي
- علي قدري
- كمال عبد العزيز
- سيلفانا: (راقصة)
- نادية جمال: (راقصة)
- رجاء يوسف: (راقصة)
- عواطف يوسف: (راقصة)
- فاطمة علي: (مطربة)

## فريق العمل
- إخراج: كامل الحفناوي
- تأليف: كامل الحفناوي
- حوار: السيد زيادة
- مدير التصوير: محمود نصر
- مونتاج: أحمد إسماعيل
- إنتاج: أفلام الحرية
- توزيع: أفلام النصر
- تأليف الأغاني: جليل البنداري
- ألحان الأغاني: حسن أبو زيد
- موسيقى الرقصات: فريد الأطرش